# Cronoscalata Vittorio Veneto-Cansiglio

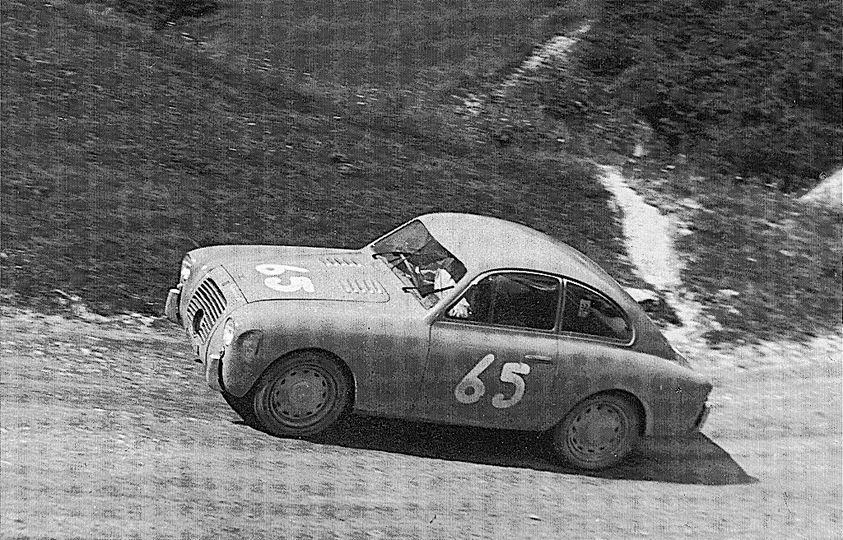
Veneto-Cansiglio 1951, Elio Zagato in Fiat 750 GT Zagato

La Vittorio Veneto-Cansiglio Trofeo Luigi Amadio, chiamata anche Vittorio-Cansiglio è una cronoscalata automobilistica. Si svolge nel territorio del comune di Fregona (TV) lungo i tornanti della SS422. La prima edizione si svolse nel 1924 e nel 2012 si è svolta la 40ª. La partenza originaria era situata in località Fratte di Fregona (a 170 m s.l.m.) fino agli anni '60 e poi spostata in località Mezzavilla (a 307 m s.l.m.) fino ai giorni nostri. Lo storico arrivo era situato sul Passo La Crosetta (a 1127 m s.l.m.) ma abbassato negli ultimi anni poco più a valle della località Valsalega (a 750 m s.l.m.).

## Caratteristiche tecniche del tracciato
Dal 1924 al 1952:
- Lunghezza percorso: 14,8 km
- Quota partenza: 170 m s.l.m.
- Quota arrivo: 1127 m s.l.m.
- Dislivello partenza/arrivo:  957 m
- Pendenza media: 6,5%
- Superficie: sterrato

Dal 1965 al 1973 e dal 1998 al 2001:
- Lunghezza percorso: 10,1 km
- Quota partenza: 307 m s.l.m.
- Quota arrivo: 1127 m s.l.m.
- Dislivello partenza/arrivo: 820 m
- Superficie: asfalto

Dal 1991 al 1997 e dal 2002 ad oggi:
- Lunghezza percorso: 5,950 km
- Quota partenza: 307 m s.l.m.
- Quota arrivo: 750 m s.l.m.
- Dislivello partenza/arrivo: 443 m
- Superficie: asfalto
- Pendenza media: 7,44%
- Modalità gara: 2 manches con somma dei tempi

## Record del tracciato
9 maggio 2010, Denny Zardo, Reynard Mugen Formula Nippon, 2'43.00
27 agosto 2023, Christian Merli, Osella FA30 Judd, 2'41"96

## Storia della gara

### Dal 1924 al 1931
La storia della Vittorio Veneto-Cansiglio inizia il 21 settembre 1924, ne cura l'organizzazione fin da allora quell'ente che era denominato Auto Moto Club Treviso. Ottantotto anni fa viene individuato il percorso di 14 km e 800 m con partenza da Fratte di Fregona e arrivo sul Passo La Crosetta del Cansiglio. Alla 1ª edizione era ammessa un'unica categoria di auto suddivisa in cinque classi in base alla cilindrata: fino a 1100, da oltre 1100, da oltre 1500, da oltre 2000 e da oltre 3000 cm³. Il via della gara alle ore 9,30 con le auto che partivano a distanza di 3 minuti l'una dall'altra per garantire ai piloti un percorso senza polvere, il tracciato era infatti interamente sterrato. Il pilota Conte Alberto Ancilotto, trevigiano, è il primo ad iscrivere il suo nome nell'albo d'oro della Vittorio Veneto-Cansiglio. Il pilota trevigiano si aggiudica la gara in 16'17”3/5 alla media di 51 km/h su una Fiat 501 S.
Sin dalla 1ª edizione questa gara riscuote successo di pubblico. Infatti già alla sua 4ª edizione, il 3 luglio 1927, è conosciuta sul territorio nazionale e si trovano così iscritti piloti di primo piano, frai quali Tazio Nuvolari, che si presenta con una Bugatti Tipo 35 C. L'edizione del 1927 va però al Marchese Diego de Sterlich Aliprandi su Maserati Tipo 26 B che fa segnare il nuovo record della gara in 12'19”2/5 mentre Tazio Nuvolari deve accontentarsi del secondo posto. Si rifarà comunque nella 6ª edizione (1930) con una vittoria al volante dell'Alfa Romeo P2 con il nuovo tempo record di 10'44” alla media di 82,732 km/h.
Da ricordare anche l'edizione del 1928 che è ad appannaggio di Giuseppe Campari, che vince su Alfa Romeo 1500 MMS in 12'01”2/5. Il periodo dal 1931 al 1940 segna una pausa della Vittorio Veneto-Cansiglio visto che si svolge solo come prova di regolarità per il Campionato Sociale R.A.C.I. di Treviso.

### Dal 1948 al 1952
Nel 1948, con il nuovo nome di Automobil Club Treviso (già R.A.C.I.), il sodalizio trevigiano riprende in mano l'organizzazione della prestigiosa gara in salita. Questa edizione va ad un trevigiano: Alberto Comirato su Fiat 1100 Sport in 10'27”1/5 mentre secondo è Guido Gidoni su Fiat 750. Nel 1949 la vittoria va ad Antonio Stagnoli su Osca Mt4 1350 Sport in 9'44”4/5 con validità per il Campionato Italiano Velocità Montagna. Nel 1950 si aggiudica la gara Piero Carini su Osca 1350 Sport mentre l'edizione del 1951 va a Piero Scotti su Ferrari 212 Export. Nel 1952 la manifestazione è valida per il Campionato Assoluto della Montagna, la gara si caratterizza per un incidente durante le prove in cui due dei favoriti, Pietro Calmieri e Augusto Saraceni, entrambi su Ferrari, danneggiano i loro bolidi. Quando ogni speranza di prendere il via per i due piloti sembra svanita intervengono in loro aiuto alcuni operai della storica carrozzeria S.I.C.C.A. di Vittorio Veneto che riparano in breve tempo le due vetture e li mettono così in condizione di partire. Sarà proprio Pietro Palmieri su una Ferrari 225 S che si aggiudicherà la gara con il tempo record di 8'58”2. Poi altra lunga interruzione dal 1953 al 1965.

### Dal 1965 al 1973
Le edizioni che si sono svolte dal 1965 al 1973, sono quelle che hanno portato a rilievo nazionale la corsa “verso il Cansiglio”. Erano questi gli anni del boom economico nel paese, e per questa manifestazione erano anche gli anni della maggiore presenza di spettatori, specie nel periodo 1965–1973, nell'edizioni del 1966 e del 1972 stimati 50.000 appassionati lungo il percorso. Dopo quindi una stop durato tredici anni torna la Vittorio Veneto-Cansiglio con nuove caratteristiche: percorso di 10 km e 800 m interamente asfaltato, partenza spostata a Mezzavilla di Fregona e arrivo sempre al Passo La Crosetta del Cansiglio. Questa edizione è riservata ai soli piloti soci degli Automobil Club del Veneto, Friuli-Venezia Giulia e Trentino-Alto Adige con validità per il Campionato Triveneto Conduttori. Nelle prove ufficiali di sabato 1º giugno il miglior tempo assoluto va al Vittoriese “Pippo” Nardari su Simca Abarth 1300 che riesce a mettersi alle spalle tanti piloti quotati. Domenica 2 giugno purtroppo Nardari vede svanire i suoi sogni di gloria dopo soli due chilometri dalla partenza per rottura del motore. Sul libro d'oro del 1965 troviamo così vincitore Noris su Porsche 904 GTS con il tempo di 6'48”8.
L'edizione 1966, va ricordata per il gran numero di spettatori. Vince ancora Noris, questa volta su una Porsche Carrera 6 con il tempo record di 6'32”4. Mentre la gara di Pippo Nardari viene condizionata dal fatto che per non tamponare l'ambulanza che stava prestando soccorso a Luigi Marchesini (uscita rovinosa di strada) sale sulla scarpata, abbatte un paracarro e nonostante tutto termina terzo assoluto in 6'37”5 al volante della Porsche 904 GTS.
Nel 1967 la vittoria va a Lualdi Gabardi su Ferrari Dino 206 in 6'09”5 e per la prima volta gode della titolazione di ”gara nazionale a partecipazione straniera” con validità per il Campionato Italiano Velocità Conduttori Sport. Nel 1968 la Vittorio Veneto-Cansiglio viene inserita nel calendario celebrativo del cinquantenario della Vittoria dell'Italia nella prima guerra mondiale ma, fatto oltremodo importante, la denominazione di “gara nazionale a partecipazione straniera” trova
finalmente fondamento visto che sono iscritti otto piloti che provengono da Austria, Germania e Svizzera. Per la prima volta nella storia di questa corsa vi è l'iscrizione alla gara di una squadra ufficiale: l'Abarth di Torino. Il risultato finale vede tre piloti del marchio dello scorpione occupare i primi quattro posti della classifica assoluta: vince lo svizzero Peter Schetty, seguito dall'austriaco Johannes Ortner entrambi su Fiat Abarth 2000, poi Lualdi Gabardi che, su una Ferrari Dino 206S si piazza al 3º posto assoluto, quarto si piazza un giovane Arturo Merzario al volante di una Fiat Abarth 1000SP. Il tempo del vincitore è 5'45”2.
Nel 1969 si assiste alla vittoria di Franco Pilone su Fiat Abarth 2000 Sport in 6'00”9 davanti a oltre 30.000 persone. La gara gode della titolazione per il "Campionato Italiano Velocità Conduttori Sport". Questa edizione si caratterizza per il gesto di sportività di Tondelli che cede una delle due pompe benzina della sua Fiat Abarth 2000 a Pilone e consente così al pilota piemontese di aggiudicarsi la corsa. Nella classe GT Mario Facca vince su Porsche 911.
L'edizione del 1970 salta per difficoltà economiche e si riparte così da quella disputata il 31 maggio 1971 sempre
sotto l'egida organizzativa dell'Automobil Club Treviso. La gara mantiene la titolazione internazionale, nonché la validità per il "Campionato Italiano Gran Turismo" e "Sport Prototipi". Dominio Abarth che si aggiudica una gara, condizionata dalla pioggia, con Arturo Merzario su Fiat Abarth 2000 in 7'00”5, iscritta direttamente dalla casa, e che dopo il suo pilota ufficiale piazza altre quattro vetture.
Il cosentino Domenico Scola su Chevoun B21 Cosworth è primo assoluto in 5'49”8 nel 1972 di fronte a circa 50.000 persone. Terzo è Pippo Nardari, che sino a pochi minuti dal suo via era in forse la partenza a causa di una vite difettosa, inconveniente risolto solo qualche secondo prima della partenza.
Con l'edizione del 1973 Mauro Nesti si aggiudica per la prima volta la Vittorio Veneto-Cansiglio in 5'32” su una March 73S BMW. La gara con validità internazionale gode della titolazione del "Campionato Italiano Turismo", "Gran Turismo e Sport". Con 146 iscritti registra una serie di primati: vengono battuti il record assoluto e molti record di classe. L'edizione del 1973 segna la linea di quella che potrebbe essere definita la terza serie della Vittorio Veneto-Cansiglio che inizia nel 1965 dai 10,800 km che partono da Mezzavilla di Fregona per arrivare alla Crosetta. Questi sono infatti gli anni nei quali un po' tutte le gare motoristiche organizzate nel Nord Italia incontrano insormontabili problemi con le autorità competenti per avere l'agibilità del percorso; così malgrado la grande passione e disponibilità degli organizzatori si dovrà registrare una sospensione della cronoscalata Vittoriese per diciotto anni.

### Dal 1991 al 2012
Si riparte nel 1991 con Maurizio Roasio su Osella PA9 che si aggiudica la prima edizione, della rinata Vittorio Veneto-Cansiglio. È primo assoluto in 5,56”38 al termine di due manches da 5,2 km con partenza dal Borgo Da Rè di Osigo ed arrivo sul rettilineo della Valsalega. Chi rilancia la manifestazione, trascorsi diciotto anni, è l'associazione sportiva “Alle Cave” con il patrocinio dei Comuni di Vittorio Veneto, Fregona e Sarmede. Da questa edizione, per mancanza di protezioni di sicurezza sul tratto finale, il traguardo viene avanzato al rettilineo della Valsalega. I partecipanti sono 141 per una manifestazione che ha validità per il "Campionato Triveneto". Il 12 maggio il tempo è incerto, la prima manche con asfalto umido e nebbia va a Ezio Baribbi su Osella PA9, nella seconda il pilota bresciano rompe un giunto, e suo malgrado deve cedere la vittoria a Roasio.
L'edizione del 1992 scrive nel suo albo d'oro il nome di Ezio Baribbi che nelle due manches di 6,6 km totalizza il tempo di 6'38”69. La partenza è stata riportata a Mezzavilla di Fregona e la gara è valida per la "Coppa Italia della Montagna 1ª zona". Domenica 5 luglio pioggia intensa con la prima manche che va a Mauro Nesti. Nella seconda, mutano completamente le condizioni meteo, e Baribbi, ribalta il risultato a suo favore ed è primo assoluto.
Bis di Ezio Baribbi nell'edizione del 1993. La gara è valida per la "Coppa Italia della Montagna 1ª zona" e registra la novità dell'introduzione della gara per vetture storiche costruite fino al 1965, gli iscritti sono 189. Il pilota bresciano copre le due manches in 6'25”66 al volante della Osella PA9, alle sue spalle Mario Caliceti sempre su Osella PA9 mentre è solo terzo Mauro Nesti. Le vittorie di classe di Toni Tomasi su Fiat Uno SX IE e quella Christian Merli su Peugeot 205 Turbo 16. Il primo vincitore della categoria auto storiche è Italo Pain su Lotus Elan.
Ezio Baribbi fa il tris nell'edizione del 1994 su Oms-B BMW con il tempo 6'25”66, il pilota bresciano in questa occasione festeggia anche il suo 150º successo in carriera. La gara è valida per la "Coppa Italia della Montagna Zona Nord" ed è pure valida per vetture storiche costruite fino al 1965. Baribbi si mette alla spalle Nesti e Tschager. Nelle storiche la vittoria va a Luigi Moreschi su Elva BMW mentre Toni Tomasi vince con la Fiat Uno SX IE la sua classe. Vince la sua classe su Rover 114 GTI anche Livio Paludetti.
Mauro Nesti si aggiudica l'edizione del 1995 della Vittorio Veneto-Cansiglio facendo il bis con il successo del 1973. La Lucchini BMW del toscano sale in Cansiglio con il tempo di 6'26”74 e gli garantisce un nuovo successo dopo 22 anni. Luigi Moreschi vince tra le storiche con la Merlyn Mk6. Da ricordare che le titolazioni della gara restano le stesse dell'edizione del 1994.
L'edizione del 1996, viene vinta da Fabio Danti su Osella PA20 BMW in 6'10”56, mentre Giovanni Anzeloni su Osella PA4 BMW si aggiudica la gara tra le storiche. Questa edizione, corsa in una giornata afosa e calda che mette a dura prova pubblico e piloti, vede alla spalle di Danti, Mauro Nesti ed Ezio Baribbi che con 6'25”66 stacca un identico tempo a quello che gli aveva garantito la vittoria assoluta nel 1993 e nel 1994. Nel Gruppo A classe 1300 Toni Tomasi è il vincitore di classe ma si fa avanti anche Michele Ghirardo su Renault 5 Turbo primo del Gruppo N 2500.
L'edizione del 1997 va a Franz Tschager su Lucchini BMW che si aggiudica la gara in 6'52”10; ancora una volta Luigi Moreschi tra le storiche vince con la Merlyn Mk4. In questa edizione si registra la novità della gara club riservata alle vetture con scaduta omologazione. La gara come di consueto si svolge con tempo incerto con una 1ª manche asciutta ed una seconda bagnata. La classifica assoluta vede alla spalle di Franz Tschager, Mauro Nesti mentre terzo è Azeloni.
Nel 1998 si ritorna alla manche unica e quindi al percorso originario che da Mezzavilla di Fregona arriva in Crosetta del Cansiglio lunga 10,1 km. Fabio Danti su Breda BMW vince in 4'35”51 mentre alle sue spalle si piazza Ezio Baribbi che comunque ha la meglio su Mauro Nesti. Nelle storiche vince Claudio Baribbi (figlio di Ezio). Andrea Biasiotto con la sua BMW M3 è decimo assoluto e primo della classe 2500/A.
Nell'edizione del 1999 viene riconfermato il percorso di 10,1 km con vittoria per il toscano Fabio Danti alla guida di una Osella PA20/S che replica la vittoria dell'anno precedente siglando un record che rimarrà imbattuto per anni. Nelle storiche successo di Roberto Benelli su Osella PA9.
Ancora un'Osella PA20/BMW nell'edizione del 2000 quando a vincere è Erasmo Bologna, mentre nelle storiche bissa il successo del 1999 Roberto Benelli sempre su Osella PA9 BMW. Nel 2001 la gara non viene disputata.
Dall'edizione 2002 troviamo nuovi protagonisti che si affacciano al panorama delle corse in salita. Simone Faggioli, si aggiudica la gara in 6'17”10 su Osella PA20/S. Nelle storiche si registra il terzo successo consecutivo di Roberto Benelli sempre su Osella PA9 BMW.
Nell'edizione del 2003 la Vittorio Veneto-Cansiglio torna a parlare veneto dopo molti anni con la vittoria di Denny Zardo su Osella PA 20/S mentre Uberto Bonucci vince dominando la categoria storiche su Osella PA3. Le edizioni del 2004 e del 2005 vengono annullate.
Nel 2006 ritorna ancora Simone Faggioli che scrive per la seconda volta il suo nome sull'albo d'oro della gara al volante di un'Osella PA 20/S. Nelle storiche troviamo il miglior tempo è di Denny Zardo su Lotus Elan.
Dal 2007 in poi la vittoria diventa una questione esclusiva di Denny Zardo nelle moderne e di Andrea Biasitto nella categoria E3. I due piloti vincono rispettivamente con una Osella PA/21 S e con una BMW M3.
L'edizione del 2008 si caratterizza per il passaggio di Denny Zardo ad una monoposto Reynard-Mugen Motorsports Formula Nippon, con la quale trionfa nel 2008, 2009, 2010 e 2011 in una sequenza di record su asciutto e bagnato. Mentre Andrea Biasiotto nella categoria E3 domina le edizioni del 2009, 2010 e 2011 con la consueta BMW M3. Nelle storiche registriamo il miglior tempo nell'edizione del 2009 di Alessandro Marchesi su Lancia Fulvia Coupé HF e di Roberto Peruch su Porsche 911 nel 2010, mentre è Agostino Iccoliti sempre su Porsche 911 il migliore nell'edizione 2011.
Il 2012 è un anno importante per la corsa perché dopo oltre cinquant'anni ritorna a far parte del Campionato Italiano Velocità Montagna principale serie a livello nazionale delle cronoscalate. In questa edizione si interrompe la serie vincente di Denny Zardo rallentato dalle condizioni meteo pessime con nuvole basse che hanno lasciato in dubbio il regolare svolgimento delle due manches fino al tardo pomeriggio. Il vincitore assoluto è stato Christian Merli su Radical Sportscars davanti a Denny Zardo su Lola Zytek.

### Dal 2023
Il 2023 vede rientrare nei calendari dopo undici anni di attesa la corsa veneta, giunta alla 41ª edizione, come gara valida per il Trofeo Italiano Velocità Montagna (TIVM).
Il vincitore risulta come nel 2012 Christian Merli (ora su Osella FA30-Judd). In cerca del titolo continentale ha la soddisfazione di ottenere anche il nuovo record del tracciato fregonese. Il tempo di 2'41"96 segnato nella prima frazione manda in soffitta il precedente primato di 2'43"00 segnato da Denny Zardo nel 2010 su Reynard-Mugen Formula Nippon. Il pilota trentino precede il conterraneo Diego Degasperi su Osella FA30 Zytek, mentre completa il podio assoluto il veronese Federico Liber su Wolf GB08-Psa Turbo.
Denny Zardo è quindi il detentore del maggior numero di affermazioni alla Vittorio Veneto-Cansiglio, con 6 vittorie assolute. A quota 3 vittorie Ezio Baribbi e Fabio Danti, mentre Simone Faggioli, Christian Merli, Mauro Nesti e “Noris” si fermano a 2 vittorie.
Christian Merli detiene il record del tracciato stabilito nell'edizione del 2023.

## Albo d'oro

### Auto moderne
| Data              | Lunghezza percorso (km) | Vincitore                   | Auto                | Tempo      | Media (km/h) |
| ----------------- | ----------------------- | --------------------------- | ------------------- | ---------- | ------------ |
| 21 settembre 1924 | 14,800                  | Conte Alberto Ancilotto     | Fiat 501            | 16'17"3/5  | 51           |
| 21 giugno 1925    | 14,800                  | Roberto Serboli             | Chiribiri           | 13'38"1/5  | 65,134       |
| 27 giugno 1926    | 14,800                  | Piero Fabris                | Bugatti             | 13'15"     | 67,019       |
| 3 luglio 1927     | 14,800                  | Diego De Sterlich Aliprandi | Maserati            | 12'14"2/5  | 72,549       |
| 1º luglio 1928    | 14,800                  | Giuseppe Campari            | Alfa Romeo          | 12'01"2/5  | 73,856       |
| 13 luglio 1930    | 14,800                  | Tazio Nuvolari              | Alfa Romeo          | 10'44"     | 82,732       |
| 27 giugno 1937    | 14,000                  | Lotario Rangoni             | Fiat 508            | 1'25"3/5   | 67,596       |
| 4 novembre 1938   | 14,000                  | Alessandro Chiurlo          | Fiat 508            | 12'31"3/10 | 67,083       |
| 19 settembre 1948 | 12,100                  | Alberto Comirato            | Fiat 1100           | 10'27"1/5  | 69,452       |
| 18 settembre 1949 | 12,100                  | Antonio Stagnoli            | Osca 1350           | 9'44"4/5   | 75,103       |
| 17 settembre 1950 | 12,200                  | Pietro Carini               | Osca 1350           | 9'42"1/5   | 75,468       |
| 2 settembre 1951  | 12,200                  | Pietro Scotti               | Ferrari 2560        | 9'28"1/5   | 77,215       |
| 14 settembre 1952 | 12,200                  | Pietro Palmieri             | Ferrari 2700        | 8'58"02    | 81,605       |
| 2 giugno 1965     | 10,800                  | "Noris"                     | Porsche 904 GTS     | 6'48"8/10  | 96,866       |
| 5 giugno 1966     | 10,800                  | "Noris"                     | Porsche Carrera 6   | 6'32"4/10  | 99,082       |
| 4 giugno 1967     | 10,800                  | Edoardo Lualdi Gabardi      | Ferrari Dino 206    | 6'09"5/10  | 105,223      |
| 15 giugno 1968    | 10,800                  | Peter Schetty               | Fiat Abarth 2000    | 5'45"2/10  | 112,630      |
| 1º giugno 1969    | 10,800                  | Franco Pilone               | Fiat Abarth 2000    | 6'00"9/10  | 107,730      |
| 30 maggio 1971    | 10,800                  | Arturo Merzario             | Fiat Abarth 2000    | 7'00"5/10  | 92,462       |
| 28 maggio 1972    | 10,800                  | Domenico Scola              | Chevron B21         | 5'49"8/10  | 111,149      |
| 27 maggio 1973    | 10,800                  | Mauro Nesti                 | March 73S BMW       | 5'32"      | 117,100      |
| 12 maggio 1991    | 10,800 (2 manches)      | Maurizio Roasio             | Osella PA9          | 5'56"38    | 105,050      |
| 5 luglio 1992     | 13,200 (2 manches)      | Ezio Baribbi                | Osella PA9 BMW      | 6'38"69    | 119,190      |
| 18 luglio 1993    | 13,200 (2 manches)      | Ezio Baribbi                | Osella PA9 BMW      | 6'25"66    | 123,217      |
| 21 agosto 1994    | 13,200 (2 manches)      | Ezio Baribbi                | Oms-B BMW           | 6'25"66    | 123,217      |
| 30 luglio 1995    | 13,200 (2 manches)      | Mauro Nesti                 | Lucchini BMW        | 6'26"74    | 122,873      |
| 9 giugno 1996     | 13,200 (2 manches)      | Fabio Danti                 | Osella PA20 BMW     | 6'10"56    | 128,238      |
| 8 giugno 1997     | 13,200 (2 manches)      | Franz Tschager              | Lucchini BMW        | 6'52"10    | 115,312      |
| 6 settembre 1998  | 10,100                  | Fabio Danti                 | Breda BMW BMW       | 4'35"34    | 132,055      |
| 26 settembre 1999 | 10,100                  | Fabio Danti                 | Osella PA20/S BMW   | 4'26"75    | 136,307      |
| 21 maggio 2000    | 10,650                  | Erasmo Bologna              | Osella PA20/S BMW   | 5'12"57    | 122,661      |
| 15 settembre 2002 | 13,200 (2 manches)      | Simone Faggioli             | Osella PA20/S BMW   | 6'17"10    | 126,014      |
| 14 settembre 2003 | 13,200 (2 manches)      | Denny Zardo                 | Osella PA20/S BMW   | 6'22"02    | 124,391      |
| 8 ottobre 2006    | 13,200 (2 manches)      | Simone Faggioli             | Osella PA21/S Honda | 6'13"86    | 127,110      |
| 22 aprile 2007    | 13,200 (2 manches)      | Denny Zardo                 | Osella PA21/S Honda | 3'08"97    | 125,730      |
| 20 aprile 2008    | 11,900 (2 manches)      | Denny Zardo                 | Reynard Mugen       | 5'40"87    | 139,410      |
| 3 maggio 2009     | 11,900 (2 manches)      | Denny Zardo                 | Reynard Mugen       | 5'43"89    | 138,180      |
| 9 maggio 2010     | 11,900 (2 manches)      | Denny Zardo                 | Reynard Mugen       | 5'28"77    | 130,300      |
| 8 maggio 2011     | 11,900 (2 manches)      | Denny Zardo                 | Reynard Mugen       | 5'29"53    | 130,000      |
| 15 aprile 2012    | 11,900 (2 manches)      | Christian Merli             | Radical Protosport  | 7'01"20    | 101,710      |

### Auto storiche
| Data              | Lunghezza percorso (km) | Vincitore           | Auto                    | Tempo   | Media (km/h) |
| ----------------- | ----------------------- | ------------------- | ----------------------- | ------- | ------------ |
| 18 luglio 1993    | 13,200 (2 manches)      | Italo Pain          | Lotus Elan              | 8'02"53 | 98,481       |
| 21 agosto 1994    | 13,200 (2 manches)      | Luigi Moreschi      | Elva BMW                | 7'32"96 | 104,910      |
| 30 luglio 1995    | 13,200 (2 manches)      | Luigi Moreschi      | Merlyn Mk6              | 7'34"06 | 104,650      |
| 9 giugno 1996     | 13,200 (2 manches)      | Giovanni Anzeloni   | Osella PA4 BMW          | 6'55"81 | 114,590      |
| 8 giugno 1997     | 13,200 (2 manches)      | Luigi Moreschi      | Merlyn Mk6              | 9'06"31 | 86,984       |
| 6 settembre 1998  | 10,100                  | Claudio Baribbi     | Osella PA5 BMW          | 5'11"51 | 116,722      |
| 26 settembre 1999 | 10,100                  | Roberto Benelli     | Osella PA9 BMW          | 5'47"03 | 104,775      |
| 21 maggio 2000    | 10,650                  | Roberto Benelli     | Osella PA9 BMW          | 5'31"85 | 115,534      |
| 15 settembre 2002 | 13,200 (2 manches)      | Roberto Benelli     | Osella PA9 BMW          | 7'21"76 | 107,570      |
| 14 settembre 2003 | 13,200 (2 manches)      | Uberto Bonucci      | Osella PA3 BMW          | 6'59"72 | 113,218      |
| 8 ottobre 2006    | 13,200 (2 manches)      | Uberto Bonucci      | Osella PA9 BMW          | 6'55"50 | 114,380      |
| 22 aprile 2007    | 13,200 (2 manches)      | Romano De Gan       | GiPi Sports             | 3'49"63 | 103,470      |
| 20 aprile 2008    | 11,900 (2 manches)      | Romano De Gan       | GiPi Sports             | 7'05"87 | 111,580      |
| 3 maggio 2009     | 11,900 (2 manches)      | Alessandro Marchesi | Lancia Fulvia Coupé HF  | 7'25"43 | 106,680      |
| 9 maggio 2010     | 11,900 (2 manches)      | Roberto Peruch      | Porsche 911             | 7'24"91 | 96,290       |
| 8 maggio 2011     | 11,900 (2 manches)      | Agostino Iccolti    | Porsche 911 Rs          | 7'15"00 | 98,480       |
| 15 aprile 2012    | 11,900 (2 manches)      | Daniele Ortolan     | Autobianchi A112 Abarth | 8'29"83 | 84,030       |